# The Me in You
The Me In You is een Belgische indierockband uit het Hageland. 
Het debuutalbum Forgotten Clothes kwam uit in 2012 bij het Belgische Noisesome recordings, die soms samenwerken met EMI Music Benelux. 
De promotiesingle (voor het debuutalbum), Girl in Amour, kwam in 2011 uit.

## Discografie
- Girl in Amour (2011) single
- Forgotten Clothes (2012) album
- Plastik (2012) single
- The Me in You  (2015 ) album
- The Music of Stuart Conroy 1974 - 1978  ( 2018 ) album
- Highly Overrated (2022) single
- How Does It Feel to Be Wrong All the Time (2022) album

## Bandleden
- Stijn Claes - zanger,  gitarist  en  toetsenist   (keyboards)
- Han Wouters - zanger, gitarist
- Thomas Van Den Haute, bassist,  gitarist   en toetsenist
- Dimitri Dhaene -  bassist  ,  gitarist  en toetsenist  (keyboards )
- Nico Manssens - drummer,  slagwerk (sinds 2021)

## Ex Bandleden
- Frankie Saenen - drummer (tot 2021)

## Trivia
- Op sommige concerten in 2012 werd drummer Frank Saenen vervangen door Davy Deckmijn .
- Forgotten Clothes stond zeven weken in de Ultratop 200 Albums, de singles Girl in Armour en Plastik haalden de Top 50 niet.
- Het 2de Album werd gereleased op 30 maart 2015
- The Story of Stuart Conroy 1974 - 1978 , het 3de album werd voorgesteld op 26 en 27 januari 2018 in Den Amer, cultuurcentrum te Diest